# Tomigusuku
Tomigusuku (豊見城市, Tomigusuku-shi) est une ville située dans la préfecture d'Okinawa, au Japon.

## Géographie

### Situation
Tomigusuku se trouve dans le sud-ouest de l'île d'Okinawa, au sud de la ville de Naha.

### Démographie
Au 31 mars 2025, la population de Tomigusuku s'élevait à 65 549 habitants répartis sur une superficie de 19,19 km2.

### Hydrographie
Le lac Man est situé au nord de la ville.

## Histoire
Tomigusuku a acquis le statut de ville en 2002.

## Patrimoine culturel et naturel
La ville de Tomigusuku compte quarante-huit éléments considérés comme patrimoine matériel culturel, dont la plupart apparaissent sur les listes municipales mais ne sont pas officiellement désignés ou enregistrés au niveau national, préfectoral ou municipal. 
- Nom (japonais) (type d’enregistrement)

### Patrimoine matériel
- Borne d’arpentage de Wonakabaru い (印部石 い をなか原?) (Municipal)
- Borne d’arpentage de Kanahabaru ニ (印部石 ニ かなは原?) (Municipal)
- Borne d’arpentage de Mesashifubaru ヌ (印部石 ヌ めさしふ原?) (Municipal)
- Borne d’arpentage de Mesashifubaru ロ (印部石 ロ めさしふ原?) (Municipal)
- Documents de la famille Ōshiro de l’aza de Yone (字与根大城家文書?) (Municipal)
- Gusuku de Bin (保栄茂グスク?)
- Gusuku de Nagamine (長嶺グスク?)
- Gusuku de Senaga / Anjina (瀬長グスク?)
- Gusuku de Taira (平良グスク?)
- Inscription relative à la rénovation du Pont de Madan-bashi (重修真玉橋碑文?) (Municipal)
- Mémorandum par l’ancien Ōta Pēchin de Kakazu dans le magiri de Tomigusuku (豊見城間切嘉数前大田親雲上勤書「口上覚」?) (Municipal)
- Mobilier archéologique en os du site sacré de Gibo Agari-nu-utaki (宜保アガリヌ御嶽 出土 骨製品?) (Municipal)
- Mobilier archéologique en terre du site archéologique de Takamine Furujima (高嶺古島遺跡 出土 土製品?) (Municipal)
- « Monuments aux morts loyaux » (忠魂碑?) (Municipal)
- Vestiges du Pont de Madan-bashi (真玉橋遺構?) (Municipal)

### Patrimoine ethnologique
- Gan-yā (maison du palanquin funéraire) et festival Gangō de Takayasu (高安龕屋と龕ゴウ祭?)
- Île Chiiya (チーヤ (津屋)?)
- Kōjā-yā (maison du palanquin funéraire) de Bin (保栄茂コージャーヤー (龕屋)?)
- Lion en pierre Agari-nu-shīsā de Madan-bashi (真玉橋アガリヌシーサー?)
- Lion en pierre de Bin (保栄茂のシーサー?)
- Lion en pierre de Nakachi (名嘉地シーサー?)
- Lion en pierre de Noha (饒波のシーサーグヮー?)
- Lion en pierre de Takamine (高嶺のシーサー?)
- Lion en pierre de Tagami (田頭シーサー?)
- Lion en pierre de Tokashiki (渡嘉敷シーサー?)
- Lion en pierre du village de Taira (平良のムラシーサー?)
- Lion en pierre et festival Sangwachā de Nesabu (根差部シーサーと三月遊び (サングヮチャー)?)
- Lion en pierre Iri-nu-shīsā de Madan-bashi (真玉橋イリヌシーサー?)
- Lion sacré de Takayasu (高安のシーシーメー・シーシウカミ?)
- Palanquin funéraire de Noha (饒波の龕?) (Municipal)
- Site du Gan-yā (maison du palanquin funéraire) de Noha (饒波龕屋 (ガンヤー) 跡地?)
- Site rituel Bijun de Gibo (宜保ビジュン?)
- Site rituel Bijun de Takayasu (高安ビジュン?)
- Source Kunjā-gā et site de l’éolienne (クンジャーガーと風車跡地?)
- Source Tuduruchi-gā (トゥドゥルチガー (轟泉)?)

### Sites historiques
- Falaise Kakazu-banta (嘉数バンタ?)
- Gusuku de Tomigusuku (豊見城グスク?)
- Hippodrome namai et festival de la 15ème nuit de Bin (保栄茂馬場と十五夜?)
- Industrie saline et site des marais salans de Yone (与根塩づくりと塩田跡?)
- Lac Man-ko, emplacement de la première course de hārī (ハーリー発祥の地「漫湖」?)
- Pont Ishihiya-bashi / Pont Ishibāshi (石火矢橋?)
- Pré d’Ishimashi-mō à Zayasu et ses trois pins (座安イシマシモーと三本松?)
- Résidence de John Manjiro et Onaga Takayasu (ジョン万次郎と翁長高安家?)
- Site de l’école normale élémentaire de Tomigusuku (豊見城尋常小学校跡地?)
- Site du camp d’emprisonnement d’Iraha (伊良波収容所跡?)
- Site sacré de Jijimui (珠数森?)
- Site sacré de Tomigusuku Utaki (豊見城御嶽?)
- Stèle comportant une inscription en sanskrit (梵字碑?)